# Frontones de Ciudad Universitaria (UNAM)
Los frontones de Ciudad Universitaria, son un conjunto de estructuras de concreto armado recubiertos con piedra braza, en forma de pirámide trunca. Su forma evoca la relación directa con la arquitectura prehispánica y el funcionalismo. Fueron diseñados por el arquitecto Alberto Arai, en la época de los 50.
Se encuentran en el área deportiva de Ciudad Universitaria, localizados en una larga diagonal en el terreno, limitan campos de béisbol, canchas de basquetbol y tenis. El conjunto está conformado por cuatro frontones abiertos, el gimnasio y el frontón cerrado. Los frontones “se van descubriendo de manera rítmica, con formas dinámicas y aparentemente iguales que a pesar de sus diferentes medidas responden a las modalidades del frontón: a mano, con la raqueta de tenis y el de cesta."  En el frontón cerrado se practican actividades como: balonmano, baloncesto y voleibol, “el recinto funge como espacio de reunión y práctica, para el deporte como practica esencial de la vida universitaria.”
El 28 de junio del 2007, los frontones como parte de la Ciudad Universitaria adquieren la declaratoria de patrimonio cultural de la humanidad.

### Historia
Los frontones se integran a la zona deportiva del campus de Ciudad Universitaria, como parte del plan maestro, la obra inicia en 1949 y en 1954 inicia formalmente la ocupación del campus.
En febrero de 2006 es remodelado el frontón cerrado por la Coordinación de Proyectos Especiales. Se remplazó la cubierta original de asbesto de 2,200 m² por multipaneles con aislamiento térmico para mejorar las condiciones climáticas y de iluminación natural.
En la duela se implementó la tecnología de “Neoshock” con el fin de soportar cargas excesivas. Además “se equipó el espacio con canastas plegadizas y tableros de acrílico para basquetbol, porterías para balonmano y postes para voleibol.” También se realizaron obras de mantenimiento en muros y gradas.

### Arquitectura
El arquitecto Arai toma la forma de las pirámides y las abstrae, relaciona su obra con el entorno y con la arquitectura precolombina, por medio de la relación paisaje-edificio, creando vestíbulos-patios-accesos. Por otra parte, busca una serie de elementos homogéneos, sin ornamentos y responde a las ideas funcionalistas es decir opta por la economía en la sencillez de las formas, la claridad constructiva y la distribución lógica. Los materiales son del lugar; el conjunto dialoga con el entorno natural y construido.